# Kołowy Chłopek
Kołowy Chłopek (słow. Kolový chlapík) – wybitna turnia w słowackiej części Tatr Wysokich, znajdująca się w stokach opadających z grani głównej na zachód do Doliny Czarnej Jaworowej. Kołowy Chłopek tkwi w zboczu tuż poniżej dolnej części południowej grani Kołowego Szczytu, na północny zachód od Czarnego Przechodu, a na południe od Kołowej Kopki.
Turnia ma kształt wieży, której szczytowy fragment tworzy kilka wielkich skalnych sześcianów. Jest to kulminacja urwistej kulisy opadającej do Doliny Czarnej Jaworowej. Na południe od Kołowego Chłopka znajduje się Czarny Bańdzioch.
Na Kołowego Chłopka nie prowadzą żadne szlaki turystyczne. Najdogodniejsza droga dla taterników jest nieco trudna (I w skali UIAA) i wiedzie od południowego wschodu z Czarnego Przechodu.
Pierwszego wejścia dokonał samodzielnie przewodnik Józef Gąsienica Tomków 28 października 1907 r. podczas wycieczki na Kołowy Szczyt z Mieczysławem Karłowiczem.